# فاير إمبلم: شادو دراغن أند ذا بلايد أوف لايت
شعار النار: ظل التنين ونصل النور (بالإنجليزية: Fire Emblem: Shadow Dragon and the Blade of Light)‏ هي لعبة فيديو تقمص أدوار تكتيكية تم إنتاجها في سنة 1990 وطورت من قبل شركة نينتندو لنينتندو إنترتينمنت سيستم، وهي أول نسخة من سلسلة ألعاب شعار النار.